# Ekologia mediów
Ekologia mediów lub ekologia medialna – dziedzina nauk społecznych badającą wpływ technologii i systemów symbolicznych na społeczeństwo, procesy poznawcze i na nurty w polityce oraz filozofii. Głównymi założeniami ekologii mediów są:
1. charakter konceptualizacji rzeczywistości jest uzależniony od biologicznych i technicznych czynników oraz od systemu kodów wykorzystywanych do przedstawienia informacji.
2. środki używane do kodowania i przekazywania informacji nie są neutralne i w sposób zasadniczy wpływają na odbiór przekazywanych treści
3. w związku z tym, że ludzka kultura jest bezpośrednio zależna od procesów komunikacji, zmiany w modelu komunikowania mają poważne następstwa ideologiczne i epistemologiczne dla ekologii kultur.
4. niezależnie od powstawania nowych środków komunikacji, język w dalszym ciągu odgrywa kluczową rolę w komunikacji międzyludzkiej i właśnie dlatego ekologia mediów powinna nim się zajmować przede wszystkim.

Ekologia mediów bada więc relacje między człowiekiem a określonym środowiskiem komunikacyjnym, w którym funkcjonuje dana jednostka lub grupa społeczna. Głównym filarem tej teorii jest założenie, że media zmieniają nasze środowisko społeczne, czyli wywierają istotny wpływ m.in. na to, jak i o czym myślimy, co jest dla nas ważne, co jest dobre, a co – złe.
Zadaniem ekologii mediów jest odpowiedź na takie pytania, jak:
- w jaki sposób poszczególne media wpływają na zachowanie odbiorcy?

- w jakim stopniu potrafią one zmienić jego postępowanie?

- co powoduje, że dana grupa odbiorców zmienia swoje nastawienie względem pewnych osób, idei, wartości bądź samych mediów?

Pierwszą uczelnią wyższą, która wprowadziła ekologię mediów do grona nauk uniwersyteckich jest New York University. Dziedzina ta została powołana do istnienia w 1972 r. przez Neila Postmana (1931-2003), nowojorskiego teoretyka i krytyka komunikacji społecznej. Główne podwaliny położył jednak Marshall McLuhan (1911-1980), kanadyjski filozof i teoretyk mediów.
Jedną z naczelnych zasad, jakie przejęła ekologia mediów od McLuhana, jest twierdzenie, że medium jest komunikatem (ang. medium is a message). Chodzi w niej o to, że nie tylko komunikat zawiera informacje, ale przede wszystkim medium, które go nagłaśnia, jest informacją samą w sobie. Ta nadrzędność medium wobec pierwotnego komunikatu sprawia, że treść komunikatu ma charakter wtórny a forma medialna jest dla odbiorcy bardziej istotna niż to, jaka wiadomość jest przekazywana za pośrednictwem tego medium.